# Arthur N. R. Robinson
Pour les articles homonymes, voir Arthur Robinson et Robinson.
Arthur Napoleon Raymond Robinson, plus connu sous le nom de A. N. R. (ou Ray) Robinson, né le 16 décembre 1926 à Tobago et mort le 9 avril 2014 à Port-d'Espagne, est un homme d'État trinidadien, ministre des Finances (en) de 1961 à 1966, Premier ministre de 1986 à 1991 puis président de la République de 1997 à 2003. Il joua un rôle important dans la création de la Cour pénale internationale.

## Biographie
Ray Robinson est né à Tobago le 16 décembre 1926. Il fait ses études à l’école méthodiste de Castara, dont son père était le directeur, et à la Bishop's high school, avant d’obtenir un diplôme de l’Université de Londres en tant qu’étudiant externe en 1949. Il se rend ensuite en Grande-Bretagne, où il est admis au barreau de Londres à l’Inner Temple en 1951 et diplômé en philosophie, politique et économie au St John's College de l'Université d'Oxford.
De retour à Trinidad en 1955, il est admis au barreau et exerce comme avocat. En parallèle, il participe aux côtés d'Eric Williams à la fondation du Mouvement national du peuple en 1956. Il est élu représentant de Trinidad-et-Tobago au parlement de la Fédération des Indes occidentales en 1958. Lors des élections législatives trinidadiennes de 1961 (en), il est élu dans la circonscription de Tobago-Est (en). Quand après l'effondrement de la Fédération en 1962, Trinidad-et-Tobago obtient un gouvernement autonome sous la direction d'Eric Williams, Robinson devient le premier ministre des Finances de l'île de 1961 à 1967, à ce poste, il est responsable de la restructuration des institutions financières du pays et de la réforme de la politique financière et monétaire pour la réalisation de l’indépendance complète de Trinité-et-Tobago. En 1970, il démissionne de son portefeuille et de son siège de député pour protester contre la mort d'une manifestant, tué par lapolice lors d'une manifestation lié à révolution Black Power (en) qui secoue alors l'île et fonde alors l'Action Congress of Democratic Citizens qui devient ensuite le Congrès d'Action démocratique (en). Sa carrière politique connaît un creux, mais il se fait réélire en 1976 (en) à son siège de Tobago-Est (en) et siège alors dans l'opposition.
Bien que dans l'opposition, il parvient à faire voter le Tobago House of Assembly Act en 1980 qui crée l'Assemblée de Tobago et accorde une forme autonomie à son île natale. Il se présente alors aux premières élections à l'Assemblée de Tobago en novembre 1980 (en) où son partir remporte huit sièges sur douze et dont il devient le premier président. Il conserve son poste après les élections de 1984 (en), mais ses volontés de développement de l'île sont limitées par le contrôle que continue à exercer le gouvernement central, dirigé alors par George Chambers. En 1986, dans la perspective des élections législatives à venir (en), il se rapproche de Basdeo Panday, chef du Front travailliste uni (en), pour former l'Alliance nationale pour la reconstruction (en) (NAR) dont il devient le leader.
La NAR remporte les élections avec trente-trois sièges sur trente-six le 15 décembre 1986 et Robinson devient le troisième Premier Ministre de Trinité-et-Tobago et le premier non-issu du Mouvement national du peuple. Malgré sa large majorité, il est confronté à de nombreuses difficultés, doit faire face à un chômage élevé, une montée de la criminalité et doit finir par dévaluer le dollar trinidadien et demander une aide au Fonds monétaire international. Rapidement, Basdeo Panday, ministre des Affaires extérieures et du commerce international, accuse le gouvernement de discrimination contre les Indiens et Robinson de domination autocratique. Robinson remanie son cabinet en réponse, et Panday se trouve avec des responsabilités ministérielles réduites. Les affrontements se poursuivent et culminent avec l’expulsion de Panday, Kelvin Ramnath et Trevor Sudama du parti le 8 février 1988, ces derniers forment alors le Congrès national uni,,. Son mandat est surtout marqué par la tentative de coup d'État du Jamaat al Muslimeen mené par des membres d'un parti islamique qui le retienne en otage pendant plusieurs jours avec d'autres membres de son gouvernement. Au niveau international, il se fait surtout connaître en juin 1989 lorsqu'en réponse au trafic de drogue international, il demande que soit mis en place une Cour pénale internationale ainsi que son soutien à l'Accord de Grande-Anse qui relance la Communauté caribéenne .
Les élections législatives de 1991 (en) sont un désastre pour la NAR qui perd trente-et-un sièges, seuls Robinson et Pamela Nicholson, représentante de Tobago-Ouest (en) conservent leurs sièges. Le Congrès national uni ayant le plus grand nombre de députés après le Mouvement national du peuple, c'est Basdeo Panday qui devient le leader de l'opposition face au gouvernement de Patrick Manning. Lors des élections de 1995 (en), Robinson conserve son siège, comme Pamela Nicholson, mais les deux autres partis, le PNM de Manning, sortant, et l'UNC de Panday obtiennent chacun dix-sept sièges, Robinson s'allie alors avec ce dernier qui devient le nouveau chef de gouvernement. En 1997, Robinson est élu Président de la république de Trinité-et-Tobago par une alliance regroupant son parti et l'UNC au pouvoir. Ce poste va lui permettre de jouer un rôle déterminant bien que controversé quand à la suite des élections législatives de 2001 (en), il nomme Patrick Manning comme Premier Ministre alors que les deux partis (UNC et PNM) ont obtenus chacun 18 sièges et que l'UNC de Panday est arrivé en tête en nombre de voix.
Robinson se retire de la vie politique active après la fin de son mandat de président en 2003, mais continue à écrire de nombreux articles et à donner des conférences sur la vie politique trinidadienne et internationale. En 2011, l'Aéroport de Tobago est renommé Aéroport International A. N. R. Robinson en son honneur. Après plusieurs mois de maladie il décède le 9 avril 2014.